# ZREMB Gliwice
ZREMB Gliwice – byłe polskie przedsiębiorstwo produkujące maszyny, głównie wózki widłowe, z siedzibą w Gliwicach. W swojej historii nosiło nazwy jak Zakłady Remontu Maszyn Budowlanych nr 5, Gliwickie Przedsiębiorstwo Urządzeń Transportowych ZREMB, Gliwickie Przedsiębiorstwo Wózków Podnośnikowych.

## Historia
W 1948 roku w Gliwicach na działce sąsiadującej z Portem Śródlądowym rozpoczęto budowę Oddziału Gliwickiego Centrali Sprzętu Budownictwa. Zakład rozpoczął działalność w 1950 roku. Początkowo zajmował się głównie montażem nowych maszyn trafiających do Polski w ramach pomocy zagranicznej UNRRA oraz naprawą sprzętu budowlanego. Zakłady uzyskały następnie nazwę, z którą były później przede wszystkim wiązane: Zakłady Remontu Maszyn Budowlanych nr 5. Od nazwy pochodził skrótowiec ZREMB, który używały jako jedne z kilku zakładów tego typu w Polsce.
Od 1957 roku zakłady zajęły się także produkcją maszyn budowlanych, poczynając od małej lokomotywy przemysłowej własnej konstrukcji GLS25 i GLs30. W 1959 roku wyprodukowano serię nowych lokomotyw spalinowo-elektrycznych.
W latach 60. zakłady wyspecjalizowały się w produkcji podnośników i wózków widłowych, która stała się ich głównym przedmiotem działalności. Oprócz rynku krajowego, produkowały wózki na eksport do ZSRR.
Po przełomie ustrojowym w latach 90. zakłady straciły konkurencyjność, w obliczu napływu nowocześniejszych wózków z Zachodu i Japonii. W sierpniu 1991 roku przedsiębiorstwo państwowe zostało skomercjalizowane jako spółka akcyjna Gliwickie Przedsiębiorstwo Urządzeń Transportowych „ZREMB” S.A. Jedynym akcjonariuszem był Skarb Państwa.
Na początku XXI wieku kondycja zakładów uległa załamaniu, kilkakrotnie zmieniał się ich zarząd. W 2006 roku zmieniono nazwę na Gliwickie Przedsiębiorstwo Wózków Podnośnikowych S.A. 1 sierpnia 2008 roku spółkę postawiono w stan likwidacji, którą ukończono wykreślając ją z rejestru 27 stycznia 2012 roku.